# Aphonoides wuyiensis
Aphonoides wuyiensis is een rechtvleugelig insect uit de familie krekels (Gryllidae). De wetenschappelijke naam van deze soort is voor het eerst geldig gepubliceerd in 2001 door Yin & Zhang.